# Faustball-Weltmeisterschaft der Frauen 2006
| 4. Weltmeisterschaft 2006          | 4. Weltmeisterschaft 2006 |
| Frauen                             | Frauen                    |
| ---------------------------------- | ------------------------- |
| Anzahl Nationen                    | 9                         |
| Weltmeister                        | Deutschland               |
| Gastgeber                          | Schweiz                   |
| Stadt                              | Jona                      |
| Eröffnung                          | 27. Juli 2006             |
| Endspiel                           | 30. Juli 2006             |
| Verband                            | IFA                       |
| Anzahl Spiele                      | 25                        |
| \| ← 3. WM 2002 \| 5. WM 2010 → \| |                           |
| ← 3. WM 2002                       | 5. WM 2010 →              |

Die 4. Faustball-Weltmeisterschaft der Frauen fand 2006 in Jona (Schweiz) statt. Die Schweiz war damit zum ersten Mal Ausrichter der Faustball-Weltmeisterschaft der Frauen.

## Teilnehmer
Zum ersten Mal nahmen Frauen-Nationalmannschaften von vier Kontinenten an einer Frauen-Weltmeisterschaft teil. Für die Frauennationalmannschaft aus Namibia war es die erste Teilnahme an einer WM.
Diese Mannschaften hatten für die WM in der Schweiz gemeldet:
| 4 aus Europa     | Deutschland | Italien   | Österreich | Schweiz |
| 3 aus Südamerika | Argentinien | Brasilien | Chile      |         |
| 1 aus Asien      | Japan       |           |            |         |
| 1 aus Afrika     | Namibia     |           |            |         |

## Vorrunde

### Gruppe A
Spielergebnisse
| 27.07.2006 | Schweiz     | - | Japan       | 2:0 | (20:9, 20:6)   |
| 27.07.2006 | Österreich  | - | Namibia     | 2:0 | (20:9, 20:10)  |
| 27.07.2006 | Argentinien | - | Japan       | 2:0 | (20:10, 20:7)  |
| 27.07.2006 | Schweiz     | - | Namibia     | 2:0 | (20:16, 20:3)  |
| 27.07.2006 | Österreich  | - | Argentinien | 2:0 | (20:6, 20:11)  |
| 28.07.2006 | Namibia     | - | Japan       | 2:0 | (20:10, 20:12) |
| 28.07.2006 | Schweiz     | - | Argentinien | 2:0 | (20:13, 20:7)  |
| 28.07.2006 | Österreich  | - | Japan       | 2:0 | (20:3, 20:7)   |
| 28.07.2006 | Argentinien | - | Namibia     | 0:2 | (14:20, 17:20) |
| 28.07.2006 | Schweiz     | - | Österreich  | 2:0 | (20:14, 20:5)  |

### Gruppe B
Spielergebnisse
| 27.07.2006 | Deutschland | - | Chile       | 2:0 | (20:5, 20:5)         |
| 27.07.2006 | Brasilien   | - | Italien     | 2:0 | (20:8, 20:8)         |
| 27.07.2006 | Deutschland | - | Italien     | 2:0 | (20:4, 20:4)         |
| 28.07.2006 | Brasilien   | - | Chile       | 2:0 | (20:3, 20:11)        |
| 28.07.2006 | Chile       | - | Italien     | 0:2 | (13:20, 16:20)       |
| 28.07.2006 | Brasilien   | - | Deutschland | 1:2 | (15:20, 20:18, 7:20) |

## Qualifikationsspiele für das Halbfinale
Der Zweit- und Drittplatzierte der Gruppe A spielten gegen den Zweit- und Drittplatzierten der Gruppe B eine Zwischenqualifikation für das Halbfinale.
| 29.07.2006 | Österreich | – | Italien   | 2:0 | (20:9, 20:8)   |
| 29.07.2006 | Namibia    | – | Brasilien | 0:2 | (10:20, 10:20) |

## Qualifikationsrunde für das Spiel um Platz 7
Der Viert- und Fünftplatzierte der Gruppe A spielt gegen den Viertplatzierten der Gruppe B eine einfache Runde um das Spiel um Platz 7. Der Gruppenletzte belegt in der Gesamtabrechnung Platz 9.
Spielergebnisse
| 28.07.2006 | Chile       | - | Japan | 2:0 | (20:8, 20:16)         |
| 28.07.2006 | Argentinien | - | Japan | 2:0 | (20:5, 20:13)         |
| 28.07.2006 | Argentinien | - | Chile | 2:1 | (18:20, 20:13, 20:15) |

## Platzierungsspiele
| Spiel um Platz 7 | Spiel um Platz 7 | Spiel um Platz 7 | Spiel um Platz 7 | Spiel um Platz 7 | Spiel um Platz 7      | Spiel um Platz 7 | Spiel um Platz 7 |
| ---------------- | ---------------- | ---------------- | ---------------- | ---------------- | --------------------- | ---------------- | ---------------- |
| 30.07.2006       | Argentinien      | –                | Chile            | 2:1              | (22:20, 18:20, 20:13) |                  |                  |
| Spiel um Platz 5 |                  |                  |                  |                  |                       |                  |                  |
| 30.07.2006       | Italien          | –                | Namibia          | 0:2              | (8:20, 15:20)         |                  |                  |
| Spiel um Platz 3 |                  |                  |                  |                  |                       |                  |                  |
| 30.07.2006       | Österreich       | –                | Schweiz          | 2:0              | (20:15, 20:7)         |                  |                  |
| Finale           |                  |                  |                  |                  |                       |                  |                  |
| 30.07.2006       | Deutschland      | –                | Brasilien        | 2:0              | (20:5, 20:11)         |                  |                  |

## Schiedsrichter
Sechs Schiedsrichter aus vier Nationen leiteten die Begegnungen der Frauen-Weltmeisterschaft 2006 in Jona:
| - Pasquale Marra Italien - Heinrich Haiß Deutschland - Heidelinde Hauser Österreich | - Daniel Meier Schweiz - Bruno Mahler Schweiz - Jeanette Schärer Schweiz |

## Allstar-Team
Während der Siegerehrung wurde auch das Allstar-Team dieser WM bekanntgegeben.
- Angriff: Petra Schmitthuysen ( Deutschland), Janine Mertsch ( Deutschland)
- Zuspiel: Kirsten Meyerhoff ( Deutschland)
- Abwehr: Rejane Sinbori ( Brasilien), Monika Thalmann ( Schweiz)

## Platzierungen
| Rang | Land        |
| ---- | ----------- |
| 1.   | Deutschland |
| 2.   | Brasilien   |
| 3.   | Österreich  |
| 4.   | Schweiz     |
| 5.   | Namibia     |
| 6.   | Italien     |
| 7.   | Argentinien |
| 8.   | Chile       |
| 9.   | Japan       |